# Ulrich Schmucker
Ulrich Schmucker (* 21. Juli 1930; † 27. Oktober 2008 in Peking) war ein deutscher Geophysiker, der insbesondere auf dem Gebiet der Geomagnetik arbeitete und einer der Pioniere der Erdmagnetischen Tiefenforschung war.
Er studierte Geologie an der Georg-August-Universität Göttingen und schloss 1956 mit einer Arbeit über Gesteinsmagnetismus ab. Sein Interesse an der mathematischen Betrachtung von physikalischen Problemen des Erdmagnetfeldes ließ ihn zur Geophysik wechseln. Unter Julius Bartels erforschte er die elektromagnetische Induktion der Erde. In den späten 50er Jahren entdeckte er die Norddeutsche Leitfähigkeitsanomalie, die Ursache für ein auffälliges Verhalten des Erdmagnetfeldes in Norddeutschland.
Im Jahr 1960 ging er für sieben Jahre nach Amerika, wo er sich zumeist an der Scripps Institution of Oceanography aufhielt. Hier führte er Messungen u. a. in den USA und in Peru durch. Dabei entdeckte er zwei heute berühmte elektrische Leitfähigkeitsanomalien im Südwesten der USA und unter den Anden. Die Messdaten wurden auf von ihm selbst entwickelten Schmalspurfilmen festgehalten. Seine Ergebnisse veröffentlichte er 1970 in der Arbeit Anomalies of geomagnetic variations in the Southwestern United States. Mit dieser Arbeit begründete er das neue Forschungsgebiet der Erdmagnetischen Tiefenforschung.
Im Jahr 1974 erhielt Ulrich Schmucker einen Ruf als Professor für Geomagnetismus an die Georg-August-Universität Göttingen. Am dortigen Institut für Geophysik lehrte und forschte er bis zu seiner Pensionierung 1995, arbeitete aber auch darüber hinaus weiterhin fast täglich am Institut.
Ulrich Schmucker war Mitbegründer des International Workshop on Electromagnetic Induction in the Earth und war der einzige Wissenschaftler bis zu seinem Tode, der an allen Workshops teilnahm. Von 1983 bis 1987 war er Mitglied des IAGA Executive Committee und von 1987 bis 1991 Vizepräsident der IAGA. Bei der Deutschen Geophysikalischen Gesellschaft (DGG) war er von 1975 bis 1979 Schriftführer und von 1983 bis 1985 deren Präsident. Im Jahr 1982 erhielt er die höchste Auszeichnung der DGG, die Emil-Wiechert-Medaille.
Er starb am 27. Oktober 2008 während der Teilnahme am 19th International Workshop on Electromagnetic Induction in the Earth in Peking. Ein Gedenkkolloquium fand Ende Juni 2009 im Herz-Jesu-Kloster in Neustadt an der Weinstraße statt.
Zu seinen und den Ehren von Peter Weidelt, der 2009 verstarb, wurde das Kolloquium Elektromagnetische Tiefenforschung (EMTF) in Schmucker-Weidelt-Kolloquium für Elektromagnetische Tiefenforschung umbenannt.

## Auszeichnungen
- 1982 – Emil-Wiechert-Medaille der DGG
- 2001 – G.W. Hohmann Award for Excellence in Applied Electrical Geophysics